# Krišjānis Berķis
Krišjānis Berķis (ur. 26 kwietnia 1884 w parafii Īslīce, gmina Bauska; zm. 29 lipca 1942 w Solikamsku) – łotewski generał, dowódca jednostek strzelców łotewskich podczas I wojny światowej i łotewskich walk o wolność, naczelny dowódca wojska łotewskiego (1934–1940), minister wojny (1940).

## Wczesne lata
Pochodził z chłopskiej rodziny kowala. Po ukończeniu szkoły początkowej w Kaucminde i szkoły miejskiej w Bausce został przyjęty do Wileńskiej Szkoły Junkrów Piechoty w 1903 r. Studiował razem z późniejszymi oficerami armii łotewskiej, m.in. O. Dankersem. 6 kwietnia 1906 r. K. Berķis ukończył szkołę wojskową, uzyskując stopień podporucznika. Służbę kontynuował w 2 Fińskim Pułku Strzelców w Helsinkach. W 1909 r. awansował na porucznika, a w 1913 r. na sztabskapitana. Poślubił Finkę Hilmę Lehtonen.

## I wojna światowa, rewolucje, walki o niepodległość
Na początku I wojny światowej, w 1914 r., walczył w Prusach Wschodnich, dowodząc kompanią, a później batalionem. W styczniu 1915 r. został przeniesiony do Galicji. Tam awansował do stopnia kapitana. Brał udział w ofensywie Brusiłowa latem 1916 roku. W 1917 roku przeszedł do jednostek strzelców łotewskich. Od 4 sierpnia dowodził batalionem 6. Tukumskiego Pułku Strzelców Łotewskich, brał udział w bitwach pod Rygą. W styczniu 1917 r. awansował na kapitana, a w czerwcu – na podpułkownika.
W trakcie rewolucji był członkiem komitetu oficerskiego pułku (od  września 1917) i pełnił obowiązki dowódcy pułku (od 21 października). Po przewrocie bolszewickim został usunięty ze stanowiska i na krótki czas zatrzymany. W listopadzie 1917 wraz z pułkiem udał się do Piotrogrodu, ale w grudniu opuścił oddział i wyjechał do krewnych swojej żony w Finlandii.  W kwietniu 1918 r., uciekając przed bolszewickim terrorem w Finlandii, ponownie znalazł się w Rosji. W czerwcu powrócił do Finlandii i zamieszkał w Hämeenlinnie. Na wieść o ogłoszeniu państwa łotewskiego wyruszył do Estonii.
16 marca 1919 roku Krišjānis Berķis przybył do Tallinna, gdzie spotkał się z pułkownikiem Jorģisem Zemitānsem. 22 marca podpułkownik Berķis został mianowany dowódcą batalionu rezerwowego formowanego 4 Valmierskiego Pułku Piechoty. Kiedy 31 marca na rozkaz naczelnego wodza estońskiej armii Johana Laidonera utworzono Brygadę Północnołotewską, w wyniku udanej mobilizacji, z batalionu rezerwowego utworzono do 18 maja 2 Wendeński Pułk Piechoty (2. Cēsu kājnieku pulks), a jego dowódcą został podpułkownik Berķis. 6 czerwca pułk dowodzony przez Berķisa nie był w stanie obronić Kiesi przed Bałtycką Landeswehrą i wycofał się do dworu Liepa, gdzie w ciągu tygodnia udało mu się zwiększyć pułk do 2300 żołnierzy. Po wygranej bitwie pod Kiesią pułk dowodzony przez Berķisa, ścigając przeciwnika, wkroczył do Rygi 6 lipca. 6 sierpnia 1919 r. Krišjānis Berķis został mianowany dowódcą 3 Dywizji Łatgalskiej, a w październiku awansował na pułkownika. W październiku i listopadzie 1919 r. płk Berķis brał udział w walkach o obronę Rygi i wyzwolenie Pārdaugavy przeciwko białej Zachodniej Armii Ochotniczej, a w styczniu 1920 r. w walkach o wyzwolenie Łatgalii, m.in. w polsko-łotewskiej operacji dyneburskiej przeciwko Armii Czerwonej.

## Okres międzywojenny, II wojna światowa
Po zakończeniu wojny o niepodległość Krišjānis Berķis został wybrany do Zgromadzenia Konstytucyjnego, jednak zrezygnował z mandatu. Kontynuował dowodzenie Dywizją Łatgalską. W 1925 r. został awansowany na generała. Dołączył do łotewskiej korporacji studenckiej Patria. W 1930 r. ukończył 8-miesięczny kurs oficerski, a od 1933 r. pracował w Dowództwie Sił Zbrojnych. W 1934 r. został mianowany dowódcą 2 Dywizji Liwońskiej i dowódcą garnizonu ryskiego. Uczestniczył w zamachu stanu 15 maja 1934 r., będąc jednym z ważniejszych sojuszników Kārlisa Ulmanisa. 14 listopada 1934 r. został naczelnym dowódcą armii łotewskiej (do 20 czerwca 1940 r.), a w kwietniu 1940 r. ministrem wojny w 5. gabinecie Ulmanisa.
Po zajęciu Łotwy 20 czerwca 1940 r. wycofał się z wojska. Wyjechał wraz z rodziną do Finlandii, ale został zmuszony (zgodnie z sugestią Vilisa Lācisa wykorzystano rodzinę syna Krišjānisa Berķisa jako zakładników) do powrotu na Łotwę. Aresztowano go podczas kolejnej próby wyjazdu w Tallinnie i 9 sierpnia 1940 r. wraz z synem deportowano do obwodu mołotowskiego. Został osadzony w obozie Ussolłag w Solikamsku, gdzie zmarł 29 lipca 1942 r.
Jedyny syn Krišjānisa Berķisa, Valentīns, oraz wnuk, Kārlis, również zginęli w ZSRR. Hilma Lehtonen-Berķis zmarła w Finlandii w 1961 r.
Cenotaf generała Berķisa znajduje się na Cmentarzu Braterskim w Rydze.